# Mistrovství Evropy v basketbalu mužů 1985
24. mistrovství Evropy  v basketbalu proběhlo ve dnech 5. – 16. června 1985 v Německu.
Turnaje se zúčastnilo 12 týmů, rozdělených do dvou šestičlenných skupin. První čtyři týmy z každé skupiny postoupily do play off o medaile, páté a šesté týmy hrály o deváté až dvanácté místo. Mistrem Evropy se stalo družstvo Sovětského svazu.

## Výsledky a tabulky

### Základní skupiny

#### Skupina A
|    |            | YUG     | URS    | ESP    | FRA     | POL    | ROM    | V | P | Skóre   | B |
| 1. | Jugoslávie | ***     | 97:105 | 99:83  | 110:89  | 106:94 | 102:93 | 4 | 1 | 514:464 | 9 |
| 2. | SSSR       | 105:97  | ***    | 92:99  | 118:103 | 122:99 | 100:85 | 4 | 1 | 537:483 | 9 |
| 3. | Španělsko  | 99:92   | 83:99  | ***    | 109:83  | 99:97  | 106:94 | 4 | 1 | 496:465 | 9 |
| 4. | Francie    | 103:118 | 89:110 | 83:109 | ***     | 94:97  | 110:97 | 1 | 4 | 479:531 | 6 |
| 5. | Polsko     | 94:106  | 99:122 | 97:99  | 97:94   | ***    | 70:83  | 1 | 4 | 457:504 | 6 |
| 6. | Rumunsko   | 93:102  | 85:100 | 94:106 | 97:110  | 83:70  | ***    | 1 | 4 | 452:488 | 6 |

#### Skupina B
|    |                | ITA    | GER    | BUL    | TCH    | NED    | ISR    | V | P | Skóre   | B |
| 1. | Itálie         | ***    | 94:79  | 82:61  | 82:80  | 112:76 | 89:92p | 4 | 1 | 459:388 | 9 |
| 2. | Německo        | 79:94  | ***    | 73:70  | 101:83 | 104:79 | 88:54  | 4 | 1 | 445:380 | 9 |
| 3. | Bulharsko      | 61:82  | 70:73  | ***    | 84:68  | 103:90 | 78:72  | 3 | 2 | 396:385 | 8 |
| 4. | Československo | 80:82  | 83:101 | 68:84  | ***    | 104:66 | 93:92  | 2 | 3 | 428:425 | 7 |
| 5. | Nizozemsko     | 76:112 | 79:104 | 90:103 | 66:104 | ***    | 86:80  | 1 | 4 | 397:503 | 6 |
| 6. | Izrael         | 92:89p | 54:88  | 72:78  | 92:93  | 80:86  | ***    | 1 | 4 | 390:434 | 6 |

### Čtvrtfinále
| 11. června 1985 18:00 | Zpráva | Itálie                     | 97 – 71 | Francie |  | Hanns-Martin-Schleyer-Halle, Stuttgart Počet diváků: 6 200 Rozhodčí: Ľubomír Kotleba (TCH), Alan Richardson (ENG) |
| 11. června 1985 18:00 | Zpráva | Skóre po poločasech: 38:39 |         |         |  | Hanns-Martin-Schleyer-Halle, Stuttgart Počet diváků: 6 200 Rozhodčí: Ľubomír Kotleba (TCH), Alan Richardson (ENG) |
| 11. června 1985 18:00 | Zpráva | Sacchetti 27               | Body    | Cham 19 |  | Hanns-Martin-Schleyer-Halle, Stuttgart Počet diváků: 6 200 Rozhodčí: Ľubomír Kotleba (TCH), Alan Richardson (ENG) |

| 11. června 1985 20:30 | Zpráva | Německo                    | 83 – 98 | Španělsko |  | Hanns-Martin-Schleyer-Halle, Stuttgart Počet diváků: 7 100 Rozhodčí: Kostas Rigas (GRE), John Weiland (CAN) |
| 11. června 1985 20:30 | Zpráva | Skóre po poločasech: 44:60 |         |           |  | Hanns-Martin-Schleyer-Halle, Stuttgart Počet diváků: 7 100 Rozhodčí: Kostas Rigas (GRE), John Weiland (CAN) |
| 11. června 1985 20:30 | Zpráva | Schrempf 25                | Body    | Epi 36    |  | Hanns-Martin-Schleyer-Halle, Stuttgart Počet diváků: 7 100 Rozhodčí: Kostas Rigas (GRE), John Weiland (CAN) |

| 12. června 1985 18:00 | Zpráva | SSSR                       | 104 – 86 | Bulharsko |  | Hanns-Martin-Schleyer-Halle, Stuttgart Počet diváků: 2 810 Rozhodčí: Wiesław Zych (POL), Jan van Renen (NED) |
| 12. června 1985 18:00 | Zpráva | Skóre po poločasech: 52:45 |          |           |  | Hanns-Martin-Schleyer-Halle, Stuttgart Počet diváků: 2 810 Rozhodčí: Wiesław Zych (POL), Jan van Renen (NED) |
| 12. června 1985 18:00 | Zpráva | Valters 31                 | Body     | Cenov 19  |  | Hanns-Martin-Schleyer-Halle, Stuttgart Počet diváků: 2 810 Rozhodčí: Wiesław Zych (POL), Jan van Renen (NED) |

| 12. června 1985 20:30 | Zpráva | Jugoslávie                 | 91 – 102 | Československo |  | Hanns-Martin-Schleyer-Halle, Stuttgart Počet diváků: 3 105 Rozhodčí: Manny Reynoso (USA), Todd Warnick (ISR) |
| 12. června 1985 20:30 | Zpráva | Skóre po poločasech: 43:51 |          |                |  | Hanns-Martin-Schleyer-Halle, Stuttgart Počet diváků: 3 105 Rozhodčí: Manny Reynoso (USA), Todd Warnick (ISR) |
| 12. června 1985 20:30 | Zpráva | D. Petrović 25             | Body     | Brabenec 32    |  | Hanns-Martin-Schleyer-Halle, Stuttgart Počet diváků: 3 105 Rozhodčí: Manny Reynoso (USA), Todd Warnick (ISR) |

### Semifinále
| 14. června 1985 18:00 | Zpráva | Československo             | 98 – 95 | Španělsko |  | Hanns-Martin-Schleyer-Halle, Stuttgart Počet diváků: 6 050 Rozhodčí: John Weiland (CAN), Alan Richardson (ENG) |
| 14. června 1985 18:00 | Zpráva | Skóre po poločasech: 49:56 |         |           |  | Hanns-Martin-Schleyer-Halle, Stuttgart Počet diváků: 6 050 Rozhodčí: John Weiland (CAN), Alan Richardson (ENG) |
| 14. června 1985 18:00 | Zpráva | Rajniak 31                 | Body    | Martín 26 |  | Hanns-Martin-Schleyer-Halle, Stuttgart Počet diváků: 6 050 Rozhodčí: John Weiland (CAN), Alan Richardson (ENG) |

| 14. června 1985 20:30 | Zpráva | SSSR                       | 112 – 96 | Itálie       |  | Hanns-Martin-Schleyer-Halle, Stuttgart Počet diváků: 6 130 Rozhodčí: Yvan Mainini (FRA), Manny Reynoso (USA) |
| 14. června 1985 20:30 | Zpráva | Skóre po poločasech: 73:40 |          |              |  | Hanns-Martin-Schleyer-Halle, Stuttgart Počet diváků: 6 130 Rozhodčí: Yvan Mainini (FRA), Manny Reynoso (USA) |
| 14. června 1985 20:30 | Zpráva | Sabonis 33                 | Body     | Vecchiato 23 |  | Hanns-Martin-Schleyer-Halle, Stuttgart Počet diváků: 6 130 Rozhodčí: Yvan Mainini (FRA), Manny Reynoso (USA) |

### Finále
| 16. června 1985 20:00 | Zpráva | Československo             | 89 – 120 | SSSR       |  | Hanns-Martin-Schleyer-Halle, Stuttgart Počet diváků: 8 600 Rozhodčí: Kostas Rigas (GRE), Yvan Mainini (FRA) |
| 16. června 1985 20:00 | Zpráva | Skóre po poločasech: 47:54 |          |            |  | Hanns-Martin-Schleyer-Halle, Stuttgart Počet diváků: 8 600 Rozhodčí: Kostas Rigas (GRE), Yvan Mainini (FRA) |
| 16. června 1985 20:00 | Zpráva | Kropilák 23                | Body     | Valters 27 |  | Hanns-Martin-Schleyer-Halle, Stuttgart Počet diváků: 8 600 Rozhodčí: Kostas Rigas (GRE), Yvan Mainini (FRA) |

### O 3. místo
| 15. června 1985 19:30 | Zpráva | Španělsko                                      | 90 – 102 | Itálie       | prodl. | Hanns-Martin-Schleyer-Halle, Stuttgart Počet diváků: 6 780 Rozhodčí: Ľubomír Kotleba (TCH), Todd Warnick (ISR) |
| 15. června 1985 19:30 | Zpráva | Skóre po poločasech: 46:49, 84:84 Prodl.: 6:18 |          |              | prodl. | Hanns-Martin-Schleyer-Halle, Stuttgart Počet diváků: 6 780 Rozhodčí: Ľubomír Kotleba (TCH), Todd Warnick (ISR) |
| 15. června 1985 19:30 | Zpráva | Sibilio 21                                     | Body     | Sacchetti 24 | prodl. | Hanns-Martin-Schleyer-Halle, Stuttgart Počet diváků: 6 780 Rozhodčí: Ľubomír Kotleba (TCH), Todd Warnick (ISR) |

### O 5. - 8. místo
| 13. června 1985 20:30 | Zpráva | Jugoslávie                 | 84 – 98 | Německo   |  | Hanns-Martin-Schleyer-Halle, Stuttgart Počet diváků: 3 910 Rozhodčí: Kostas Rigas (GRE), Jan van Renen (NED) |
| 13. června 1985 20:30 | Zpráva | Skóre po poločasech: 37:49 |         |           |  | Hanns-Martin-Schleyer-Halle, Stuttgart Počet diváků: 3 910 Rozhodčí: Kostas Rigas (GRE), Jan van Renen (NED) |
| 13. června 1985 20:30 | Zpráva | Sunara 23                  | Body    | Jackel 33 |  | Hanns-Martin-Schleyer-Halle, Stuttgart Počet diváků: 3 910 Rozhodčí: Kostas Rigas (GRE), Jan van Renen (NED) |

| 13. června 1985 18:00 | Zpráva | Bulharsko                                       | 105 – 107 | Francie      | prodl. | Hanns-Martin-Schleyer-Halle, Stuttgart Počet diváků: 1 400 Rozhodčí: Francisco Javier Fajardo (ESP), John Weiland (CAN) |
| 13. června 1985 18:00 | Zpráva | Skóre po poločasech: 51:39, 90:90 Prodl.: 15:17 |           |              | prodl. | Hanns-Martin-Schleyer-Halle, Stuttgart Počet diváků: 1 400 Rozhodčí: Francisco Javier Fajardo (ESP), John Weiland (CAN) |
| 13. června 1985 18:00 | Zpráva | Mladenov 43                                     | Body      | Dubuisson 23 | prodl. | Hanns-Martin-Schleyer-Halle, Stuttgart Počet diváků: 1 400 Rozhodčí: Francisco Javier Fajardo (ESP), John Weiland (CAN) |

### O 5. místo
| 15. června 1985 17:00 | Zpráva | Německo                    | 100 – 81 | Francie      |  | Hanns-Martin-Schleyer-Halle, Stuttgart Počet diváků: 6 820 Rozhodčí: Wiesław Zych (POL), Zoran Grbač (YUG) |
| 15. června 1985 17:00 | Zpráva | Skóre po poločasech: 49:42 |          |              |  | Hanns-Martin-Schleyer-Halle, Stuttgart Počet diváků: 6 820 Rozhodčí: Wiesław Zych (POL), Zoran Grbač (YUG) |
| 15. června 1985 17:00 | Zpráva | Schrempf 27                | Body     | Ostrowski 22 |  | Hanns-Martin-Schleyer-Halle, Stuttgart Počet diváků: 6 820 Rozhodčí: Wiesław Zych (POL), Zoran Grbač (YUG) |

### O 7. místo
| 16. června 1985 17:00 | Zpráva | Jugoslávie                 | 105 – 86 | Bulharsko |  | Hanns-Martin-Schleyer-Halle, Stuttgart Počet diváků: 5 000 Rozhodčí: Maurizio Martolini (ITA), Francisco Javier Fajardo (ESP) |
| 16. června 1985 17:00 | Zpráva | Skóre po poločasech: 56:44 |          |           |  | Hanns-Martin-Schleyer-Halle, Stuttgart Počet diváků: 5 000 Rozhodčí: Maurizio Martolini (ITA), Francisco Javier Fajardo (ESP) |
| 16. června 1985 17:00 | Zpráva | D. Petrović 34             | Body     | Antov 17  |  | Hanns-Martin-Schleyer-Halle, Stuttgart Počet diváků: 5 000 Rozhodčí: Maurizio Martolini (ITA), Francisco Javier Fajardo (ESP) |

### O 9. - 12. místo
| 11. června 1985 15:30 | Zpráva | Izrael                     | 91 – 86 | Polsko   |  | Hanns-Martin-Schleyer-Halle, Stuttgart Počet diváků: 2 500 Rozhodčí: Francisco Javier Fajardo (ESP), Zoran Grbač (YUG) |
| 11. června 1985 15:30 | Zpráva | Skóre po poločasech: 40:45 |         |          |  | Hanns-Martin-Schleyer-Halle, Stuttgart Počet diváků: 2 500 Rozhodčí: Francisco Javier Fajardo (ESP), Zoran Grbač (YUG) |
| 11. června 1985 15:30 | Zpráva | Jamchy 29                  | Body    | Zelig 25 |  | Hanns-Martin-Schleyer-Halle, Stuttgart Počet diváků: 2 500 Rozhodčí: Francisco Javier Fajardo (ESP), Zoran Grbač (YUG) |

| 12. června 1985 15:30 | Zpráva | Rumunsko                   | 90 – 87 | Nizozemsko |  | Hanns-Martin-Schleyer-Halle, Stuttgart Počet diváků: 1 600 Rozhodčí: Georgi Avališvili (URS), Angel Labov (BUL) |
| 12. června 1985 15:30 | Zpráva | Skóre po poločasech: 46:46 |         |            |  | Hanns-Martin-Schleyer-Halle, Stuttgart Počet diváků: 1 600 Rozhodčí: Georgi Avališvili (URS), Angel Labov (BUL) |
| 12. června 1985 15:30 | Zpráva | Cernat 26                  | Body    | Esveldt 23 |  | Hanns-Martin-Schleyer-Halle, Stuttgart Počet diváků: 1 600 Rozhodčí: Georgi Avališvili (URS), Angel Labov (BUL) |

### O 9. místo
| 14. června 1985 15:30 | Zpráva | Rumunsko                   | 89 – 90 | Izrael    |  | Hanns-Martin-Schleyer-Halle, Stuttgart Počet diváků: 2 000 Rozhodčí: Maurizio Martolini (ITA), Angel Labov (BUL) |
| 14. června 1985 15:30 | Zpráva | Skóre po poločasech: 47:47 |         |           |  | Hanns-Martin-Schleyer-Halle, Stuttgart Počet diváků: 2 000 Rozhodčí: Maurizio Martolini (ITA), Angel Labov (BUL) |
| 14. června 1985 15:30 | Zpráva | Ermurache 23               | Body    | Jamchy 39 |  | Hanns-Martin-Schleyer-Halle, Stuttgart Počet diváků: 2 000 Rozhodčí: Maurizio Martolini (ITA), Angel Labov (BUL) |

### O 11. místo
| 13. června 1985 15:30 | Zpráva | Nizozemsko                 | 100 – 102 | Polsko       |  | Hanns-Martin-Schleyer-Halle, Stuttgart Počet diváků: 1 200 Rozhodčí: Peter George (GER), Ion Antonescu (ROM) |
| 13. června 1985 15:30 | Zpráva | Skóre po poločasech: 51:39 |           |              |  | Hanns-Martin-Schleyer-Halle, Stuttgart Počet diváků: 1 200 Rozhodčí: Peter George (GER), Ion Antonescu (ROM) |
| 13. června 1985 15:30 | Zpráva | Esveldt 20                 | Body      | Dubuisson 23 |  | Hanns-Martin-Schleyer-Halle, Stuttgart Počet diváků: 1 200 Rozhodčí: Peter George (GER), Ion Antonescu (ROM) |

## Soupisky
1.  SSSR 
| - Alexandr Volkov - Heino Enden - Sergej Tarakanov | - Valdemaras Chomičius - Andrej Lopatov - Valerij Tichoněnko | - Valdis Valters - Vladimir Tkačenko - Rimas Kurtinaitis | - Sergėjus Jovaiša - Alexandr Bělostennyj - Arvydas Sabonis |

- Trenér: Vladimir Obuchov.

2.  Československo 
| - Jaroslav Skála - Juraj Žuffa - Vlastimil Havlík | - Peter Rajniak - Stanislav Kropilák - Zdeněk Böhm | - Jiří Okáč - Igor Vraniak - Vladimír Vyoral | - Kamil Brabenec - Oto Matický - Leoš Krejčí |

- Trenér: Pavel Petera.

3.  Itálie 
| - Giampiero Savio - Giuseppe Bosa - Ario Costa | - Enrico Gilardi - Walter Magnifico - Roberto Brunamonti | - Renato Villalta - Augusto Binelli - Roberto Premier | - Renzo Vecchiato - Pierluigi Marzorati - Romeo Sacchetti |

- Trenér: Sandro Gamba.

4.  Španělsko 
| - Jordi Villacampa Amorós - José Luis Llorente Gento - Cándido Antonio “Chicho” Sibilio Hughes | - José María Margall Tauler - Andrés Jiménez Fernández - Fernando Romay Pereiro | - Fernando Martín - Vicente Gil Sáez - Joaquim “Quim” Costa Puig | - Juan Domingo de la Cruz Fermanelli - Juan Manuel López Iturriaga - Juan Antonio San Epifanio |

- Trenér: Antonio Díaz Miguel.

5.  Německo 
| - Ulrich Peters - Stephan Baeck - Christoph Körner | - Uwe Sauer - Mike Jackel - Christian Welp | - Uwe Blab - Armin Sowa - Detlef Schrempf | - Lutz Wadehn - Burkhard Schröder - Günther Behnke |

- Trenér: Ralph Klein.

6.  Francie 
| - Frédéric Hufnagel - Franck Cazalon - Patrick Cham | - Jacques Monclar - Philip Szanyiel - Stéphane Ostrowski | - Christophe Grégoire - Hervé Dubuisson - Daniel Haquet | - Christian Garnier - Jean-Louis Hersin - Valéry Demory |

- Trenér: Jean Luent.

7.  Jugoslávie 
| - Dražen Petrović - Nebojša Zorkić - Zoran Čutura | - Stojan Vranković - Ivan Sunara - Emir Mutapčić | - Zoran Radović - Andro Knego - Sven Ušić | - Mihovil Nakić - Boro Vučević - Boban Petrović |

- Trenér: Krešimir Ćosić.

8.  Bulharsko 
| - Kojo Koev - Atanas Kolev - Jordan Kolev | - Rosen Barčovski - Ilija Evtimov - Saško Vezenkov | - Ivan Cenov - Georgi Mladenov - Cvetan Antov | - Emil Jonov - Georgi Gluškov - Ljubomir Amiorkov |

- Trenér: Cvjatko Barčovski.

9.  Izrael 
| - Amir Bino - Motti Daniel - Ofer Yaakobi | - Motti Aroesti - Steve Schlachter - Miki Berkovich | - Haim Zlotikman - Shmulik Zisman - Doron Jamchy | - Hen Lippin - Pinhas Hozez - John Willis |

- Trenér: Zvi Sherf.

10.  Rumunsko 
| - Florentin Ermurache - Attila Szabó - Viorel Constantin | - Ioan Ionescu - Doru Rădulescu - Dan Niculescu | - Costel Cernat - Roman Opsitaru - Anton Netolitzchi | - Victor Jacob - Marian Marinache - Aleandru Vinereanu |

- Trenér: Gheorghe Novac.

11.  Polsko 
| - Dariusz Zelig - Dariusz Szczubiał - Andrzej Żurawski | - Marek Sobczyński - Jarosław Jęchorek - Jerzy Binkowski | - Ireneusz Mulak - Justyn Węglorz - Adam Fiedler | - Henryk Wardach - Jarosław Zyskowski - Krzysztof Fikiel |

- Trenér: Andrzej Kuchar.

12.  Nizozemsko 
| - Martin Esajas - Ronald Schilp - Martin de Vries | - Marco de Waard - Jelle Esveldt - Ron van der Schaaf | - John Franken - Cock van de Lagemaat - Jos Kuipers | - Peter van Noord - Hans Heijdeman - Rob van Essen |

- Trenér: Vladimír Heger.

## Konečné pořadí
| Pořadí           | Tým            | Z | V | P | Skóre   | B  |
| ---------------- | -------------- | - | - | - | ------- | -- |
| Zlatá medaile    | SSSR           | 8 | 7 | 1 | 873:754 | 15 |
| Stříbrná medaile | Československo | 8 | 4 | 4 | 717:731 | 12 |
| Bronzová medaile | Itálie         | 8 | 6 | 2 | 754:664 | 14 |
| 4.               | Španělsko      | 8 | 5 | 3 | 779:748 | 13 |
| 5.               | Německo        | 8 | 5 | 3 | 726:683 | 13 |
| 6.               | Francie        | 8 | 2 | 6 | 738:833 | 10 |
| 7.               | Jugoslávie     | 8 | 5 | 3 | 794:750 | 13 |
| 8.               | Bulharsko      | 8 | 3 | 5 | 673:701 | 11 |
| 9.               | Izrael         | 7 | 4 | 3 | 611:609 | 11 |
| 10.              | Rumunsko       | 7 | 2 | 5 | 631:665 | 9  |
| 11.              | Polsko         | 7 | 2 | 5 | 645:695 | 9  |
| 12.              | Nizozemsko     | 7 | 1 | 6 | 587:695 | 8  |